# مسلة الشهداء (بورسعيد)

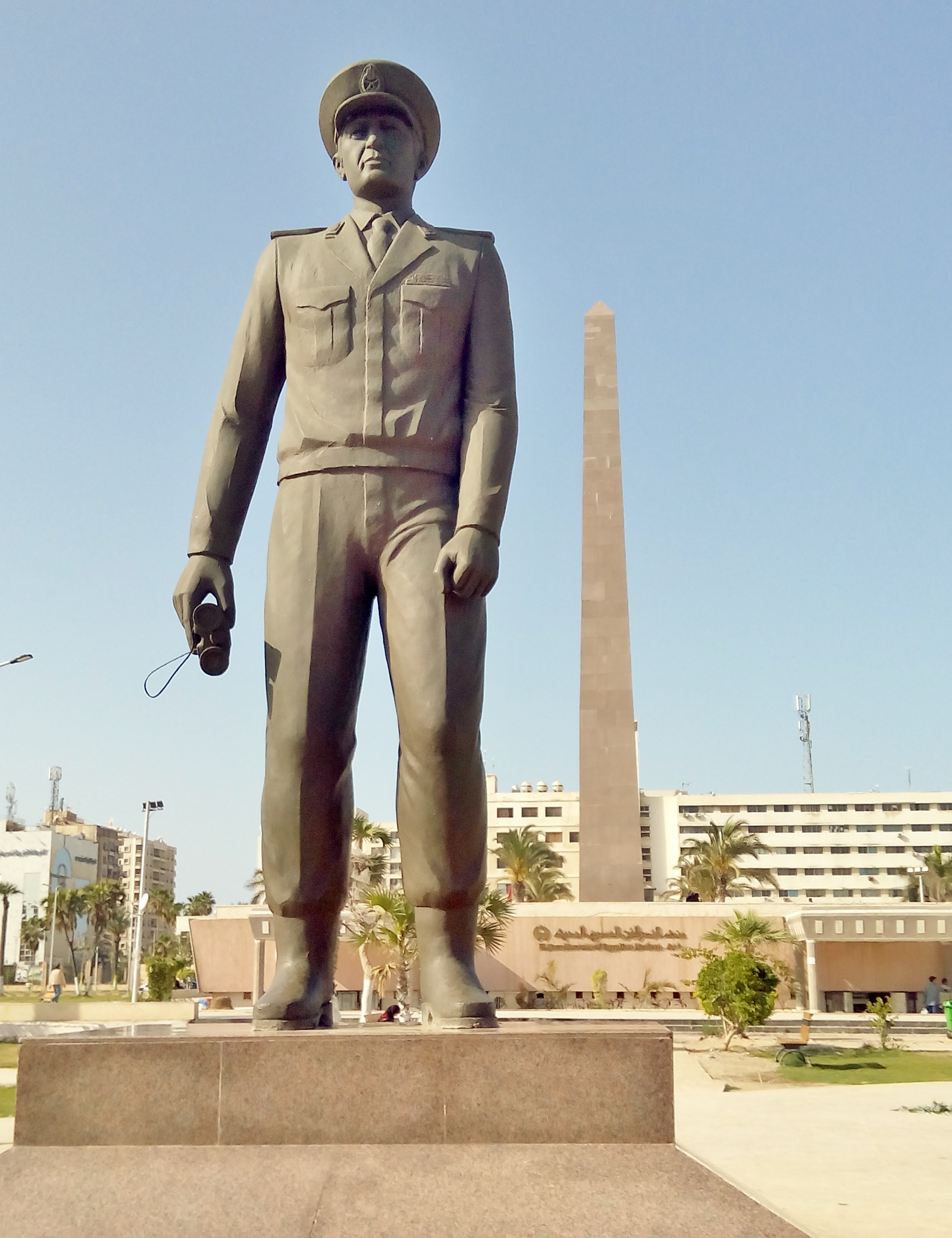
الفريق عبد المنعم رياض كان رئيس أركان حرب الجيش المصري وشخصية بارزة في التاريخ العسكري الحديث.

مَسلة الشهداء هي النصب التذكاري لشهداء بورسعيد، وتقع في ميدان الشهداء المعروف بإسم المَسلة، وهو أحد ميادين مدينة بورسعيد، أمر الرئيس جمال عبد الناصر ببنائه تخليدًا لذكرى شهداء مدينة بورسعيد الذين قُتلوا أثناء العدوان الثلاثي من إسرائيل وإنجلترا وفرنسا على مصر عام 1956، يُعد النصب رمزًا لتكريم الشهداء.

## التصميم
قام بتصميم "المسلة" الفنان مصطفى متولي أستاذ النحت بكلية الفنون الجميلة والمعروف ب "مصطفى هع" لصوت ضحكته العالية، وتتكون المسلة من قالب خرساني مثبت عليه شاسيه معدني مغطى ببلاطات من الجرانيت، واستخدم للأرضية بلاط الموزايكو، وقد استلهم المصمم تصميم النصب التذكاري من المسلات الفرعونية القديمة التي كان يشيدها الفراعنة تخليدًا لانتصارتهم العسكرية العظيمة.
وقد تم تصميم الميدان بأمر من الرئيس جمال عبد الناصر وهو ثاني رؤساء مصر تولى رئاسة الجمهورية باستفتاء شعبي يوم 23 من يونيو عام 1956 إلى وفاته وهو أحد قادة ثورة 23 يوليو عام 1952، التي أطاحت بالملك فاروق آخر حاكم من أسرة محمد علي باشا.

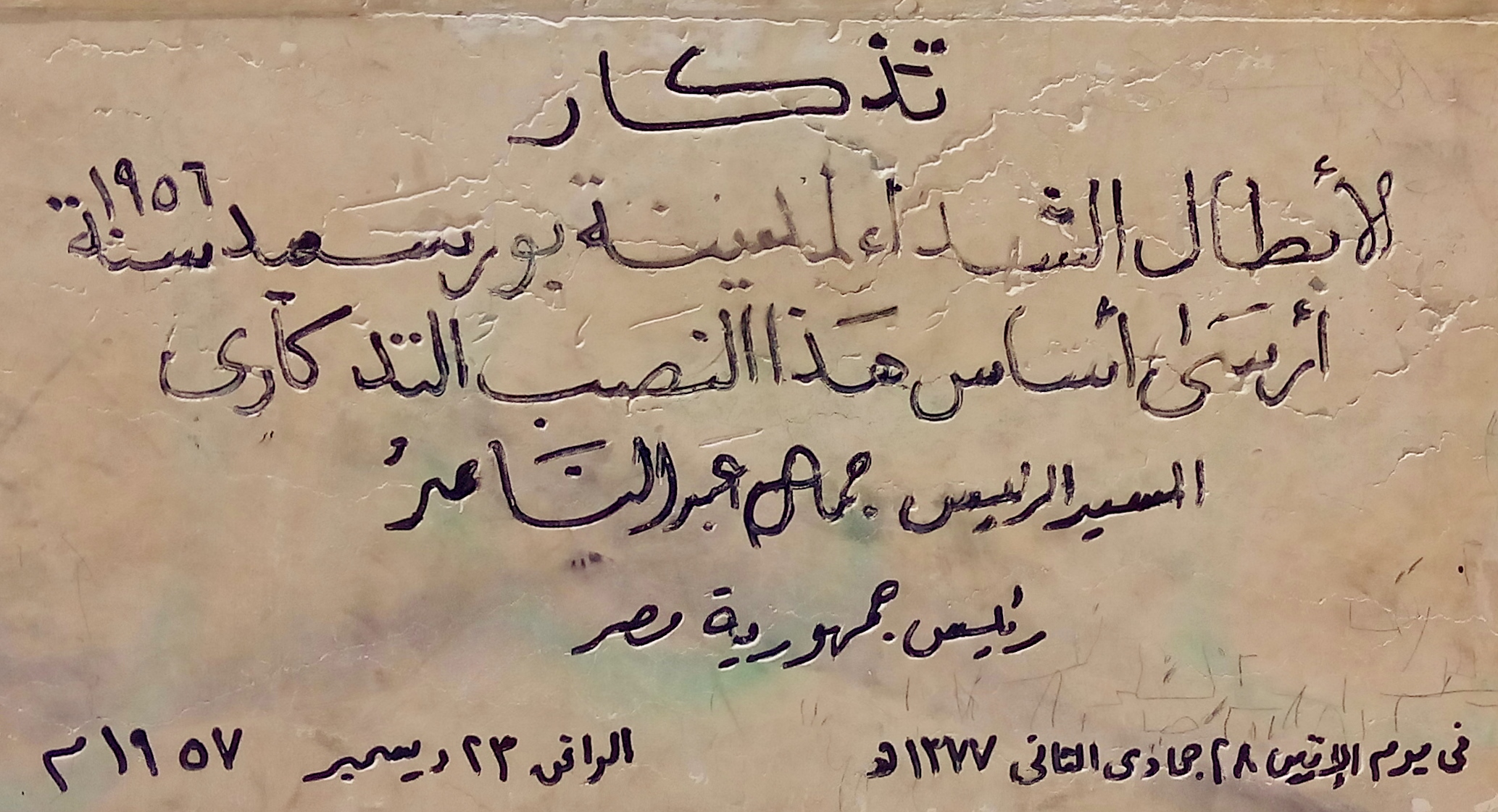
"المسلة" أمر الزعيم جمال عبد الناصر ببنائها تخليدا لذكرى شهداء بورسعيد الأبرار الذين دفعوا دمائهم الزكية أمام جبروت العدوان الثلاثي من دول العدوان إسرائيل وإنجلترا وفرنسا على مصر عام ألف وتسعمئة وستة وخمسين، والذي كان وما زال رمزا للصمود والشموخ لجميع الشهداء على مدار العصور

.

## الإفتتاح
وقد قام الرئيس جمال عبد الناصر بافتتاحها في عيد بورسعيد القومي في 23 ديسمبر 1958 محتفلا مع آلاف من أهالي مدينة بورسعيد بانسحاب العدوان الثلاثي، وأوقد بها شعلة النصر ورفع عليها علم مصر اعلانا للانتصار لتظل موقعا للاحتفال ومكانا لإلقاء كلمته أثناء زيارته لبورسعيد.

## زوار وزيارات
كما شهد الميدان زيارة زعماء العالم في عهده مثل:

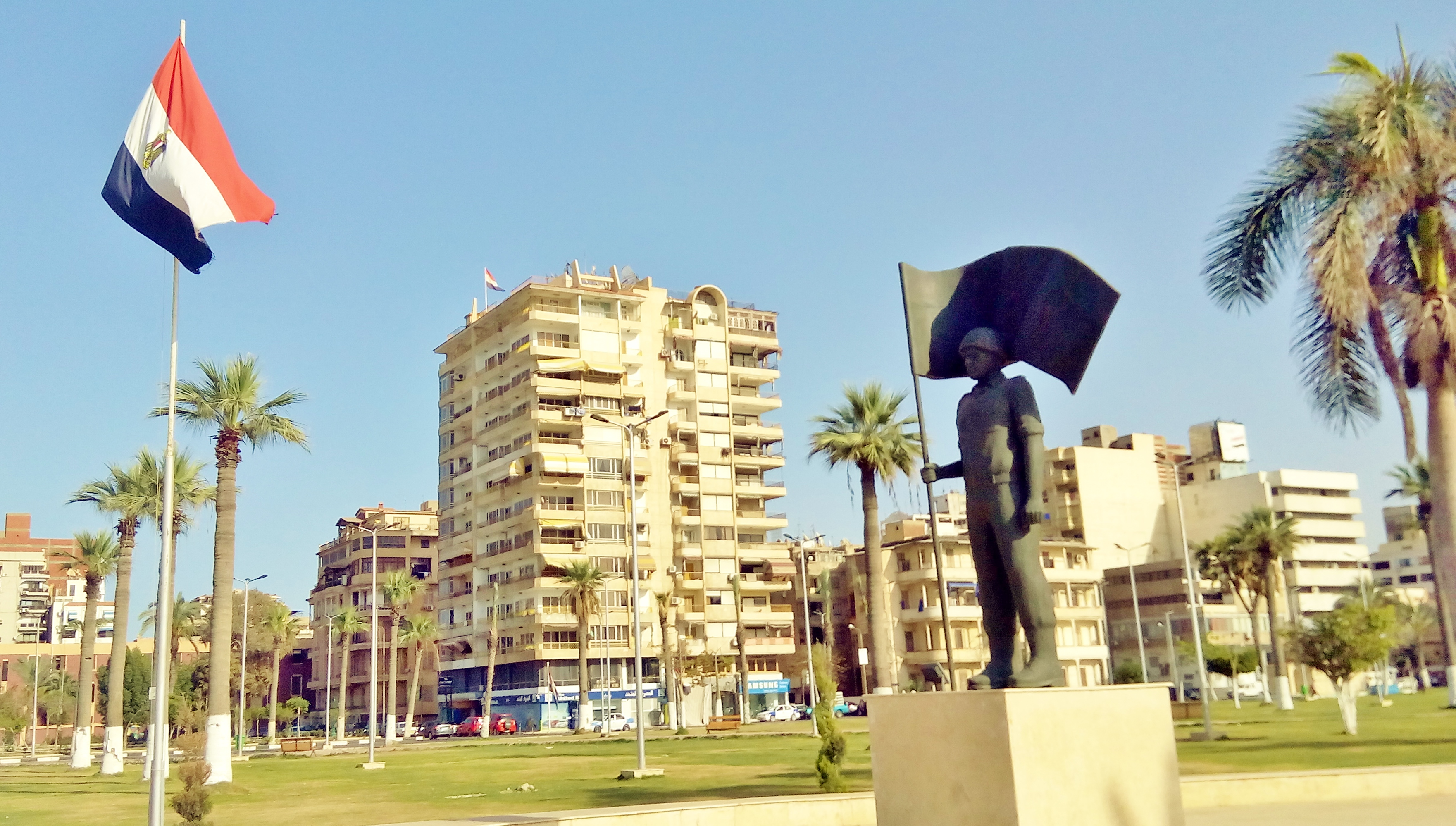
ميدان الشهداء ببورسعيد الشهير باسم “المسلة” أحد أشهر ميادين مدينة بورسعيد وأيقونتها الشهيرة

- جوزيف بروز تيتو الشاعر والثوري والعسكري والسياسي اليوغسلافي ورئيس وزراء يوغسلافيا وهو من قادة الحركة الشيوعية في العالم، والمؤسس والأمين العام لحركة عدم الانحياز في الحرب الباردة بين الولايات المتحدة والاتحاد السوفيتي وأول رئيس لجمهورية يوغسلافيا في 14 يناير 1953.

- جواهر لال نهرو أحد قادة حركة الاستقلال في الهند عن الحكم البريطاني بعد حركات المقاومة الغير المسلحة والعصيان المدني التي قادها المؤتمر الوطني الهندي بقيادة مهاتما غاندي وجواهر لال نهرو ويعتبر أحد مؤسسي حركة عدم الانحياز وأول رئيس وزراء للهند بعد الاستقلال في 15 أغسطس 1947.

- تشي جيفارا الطبيب والقائد العسكري وقائد الثورة الكوبية والكاتب والمؤلف لكتاب يوميات دراجة نارية والذي أصبحت صورته منذ وفاته رمزا في كل مكان وشارة عالمية ضمن الثقافة الشعبية لكافة شعوب العالم والذي تم إعدامه في 9 أكتوبر 1967.

- نيكيتا خروتشوف القائد الشيوعي الكبير والسكرتير العام للحزب الشيوعي السوفيتي والذي قدم المساعدات لمصر لبناء السد العالي في اسوان وصاحب الأحداث التي شهدتها الجمعية العامة للأمم المتحدة في جلسة عام 1960 عندما نزع حذاءه وراح يضرب به على الطاولة في مواجهة رئيس الوزراء البريطاني والذي تولي رئاسة الاتحاد السوفيتي في 7 سبتمبر 1953.

## التطوير
في عام 2017 تم وضع الميدان بأكمله ضمن خطة تطوير تراعي قيمة الميدان وتاريخه، تمثلت في عودة الشكل الجمالي للميدان بصورة تطابق تصميمها الأول الذي وضعه الفنان مصطفى متولي لتتعرف عليها الأجيال الجديدة التي لم تعش هذه الفترة.وقد تمت إزالة أسوار الحديقة الخاصة بالميدان ضمن مبادرة حدائق بلا أسوار التي تبناها محافظ بورسعيد وقتها اللواء أركان حرب عادل الغضبان وإتاحة رؤية مساحتها الخضراء الواسعة لتضفي مظهرًا جماليًا مريحًا للعين يشهده جميع المارين حولها وقد تم وضع عدد من الأعمال الفنية الميدان تجسد المراحل التاريخية المختلفة منذ عام 1956 حتى الآن.

## الأعمال الفنية الموجودة بحديقة الميدان
من أهم الأعمال الفنية الموجودة في حديقة الميدان:
- تمثال يمثل المقاومة الشعبية وتضافر الشعب والجيش لدحر العدوان الثلاثي عن مصر.
- تمثال يمثل النصر العظيم في حرب أكتوبر.
- تمثال يمثل المرحلة التنموية التي تمر بها بورسعيد بمشاركة المرأة والرجل.
- تمثال يمثل يجسد تضافر الشعب في ثورتي 25 يناير و 30 يونيو.
- تمثال الفريق عبد المنعم رياض الجنرال الذهبي ورمز شهداء العصر الحديث والذي أطلق على يوم استشهاده في 9 مارس عام 1969 يوم الشهيد والذي تحتفل به مصر كل عام تخليدا لذكرى استشهاد رئيس أركان حرب القوات المسلحة المصرية الفريق أول عبد المنعم رياض للاحتفال بذكراه وذكرى كل شهيد.

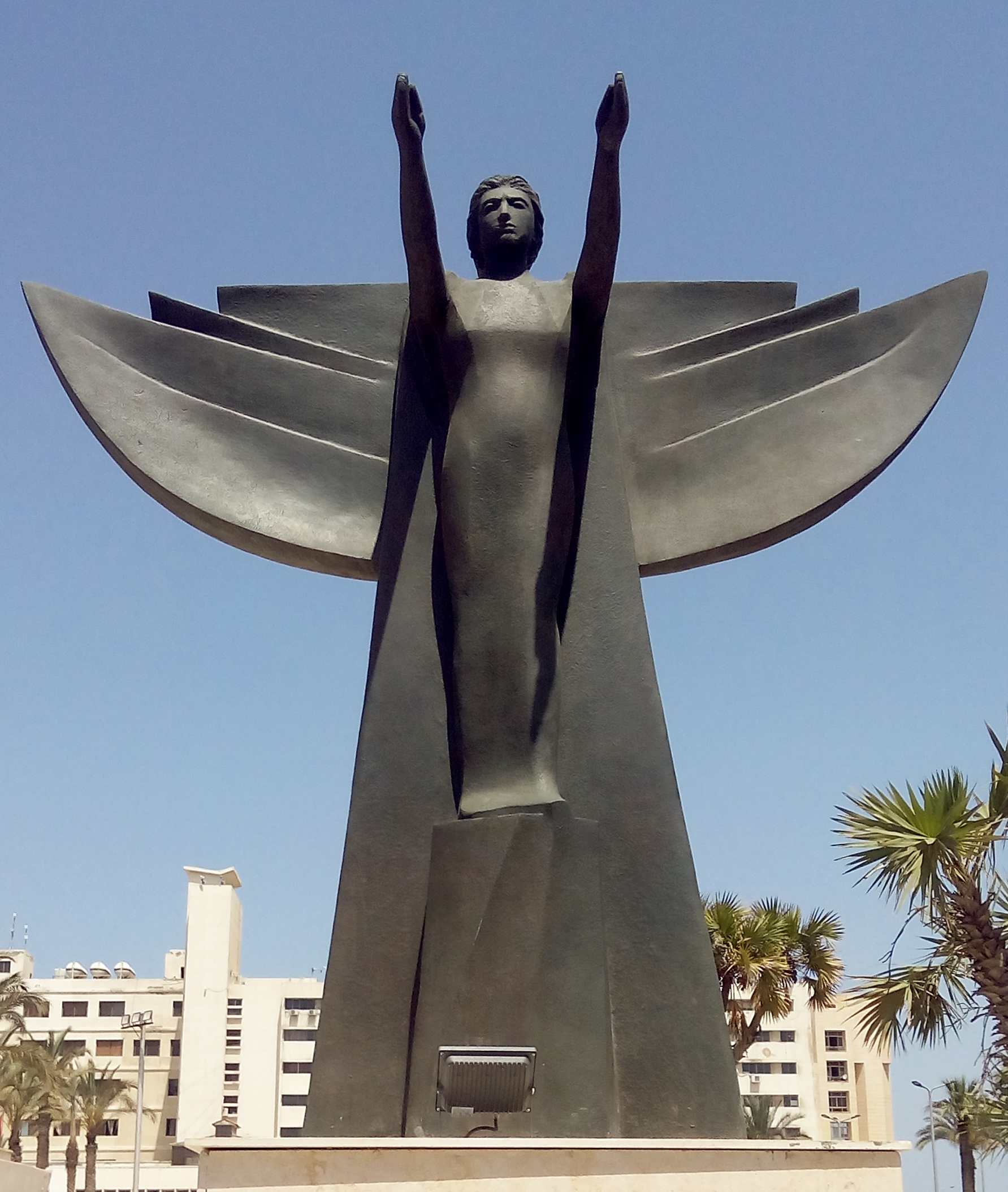
تمثال يمثل يجسد تضافر الشعب في ثورتي 25 يناير و 30 يونيو
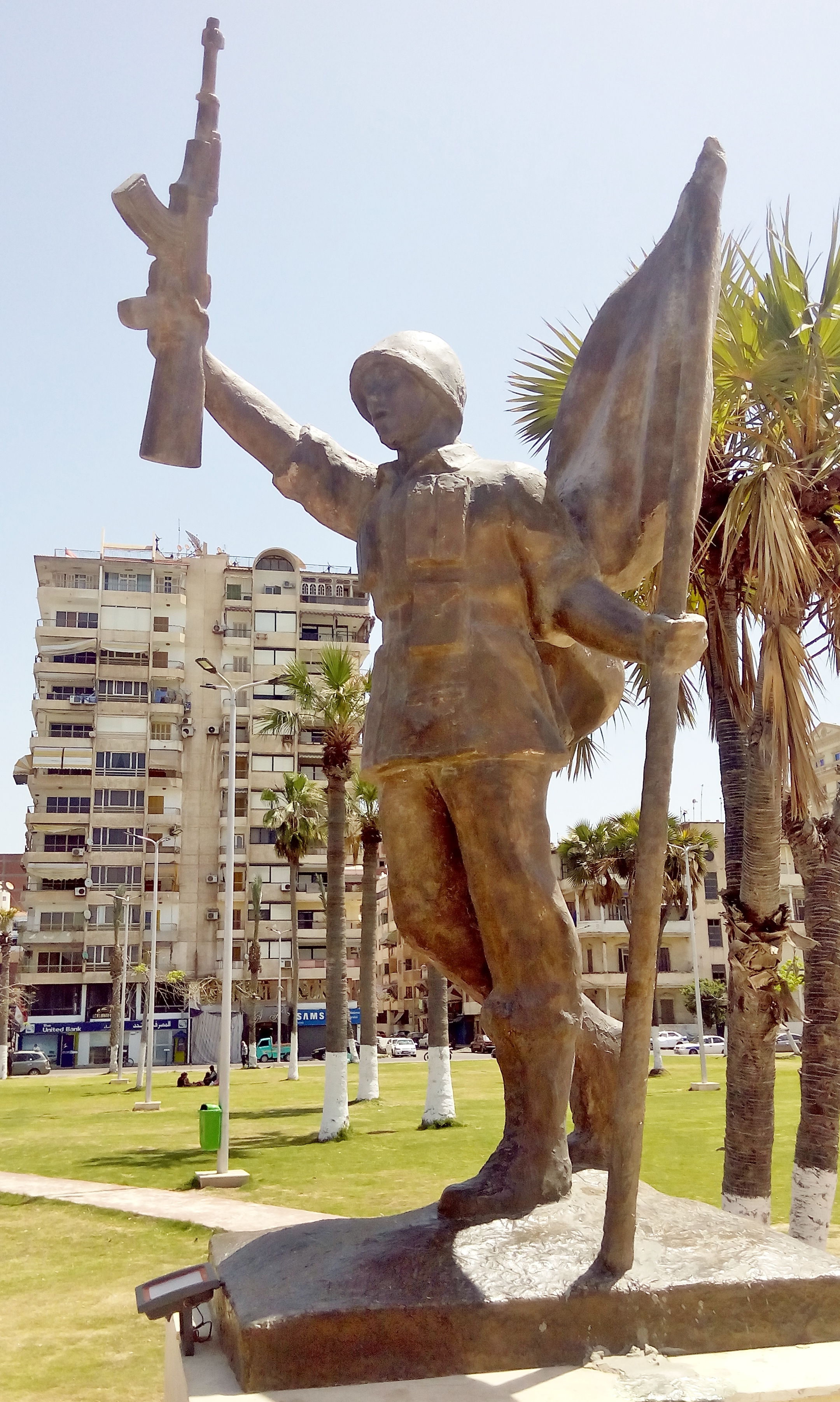
تمثال يمثل النصر العظيم في حرب أكتوبر
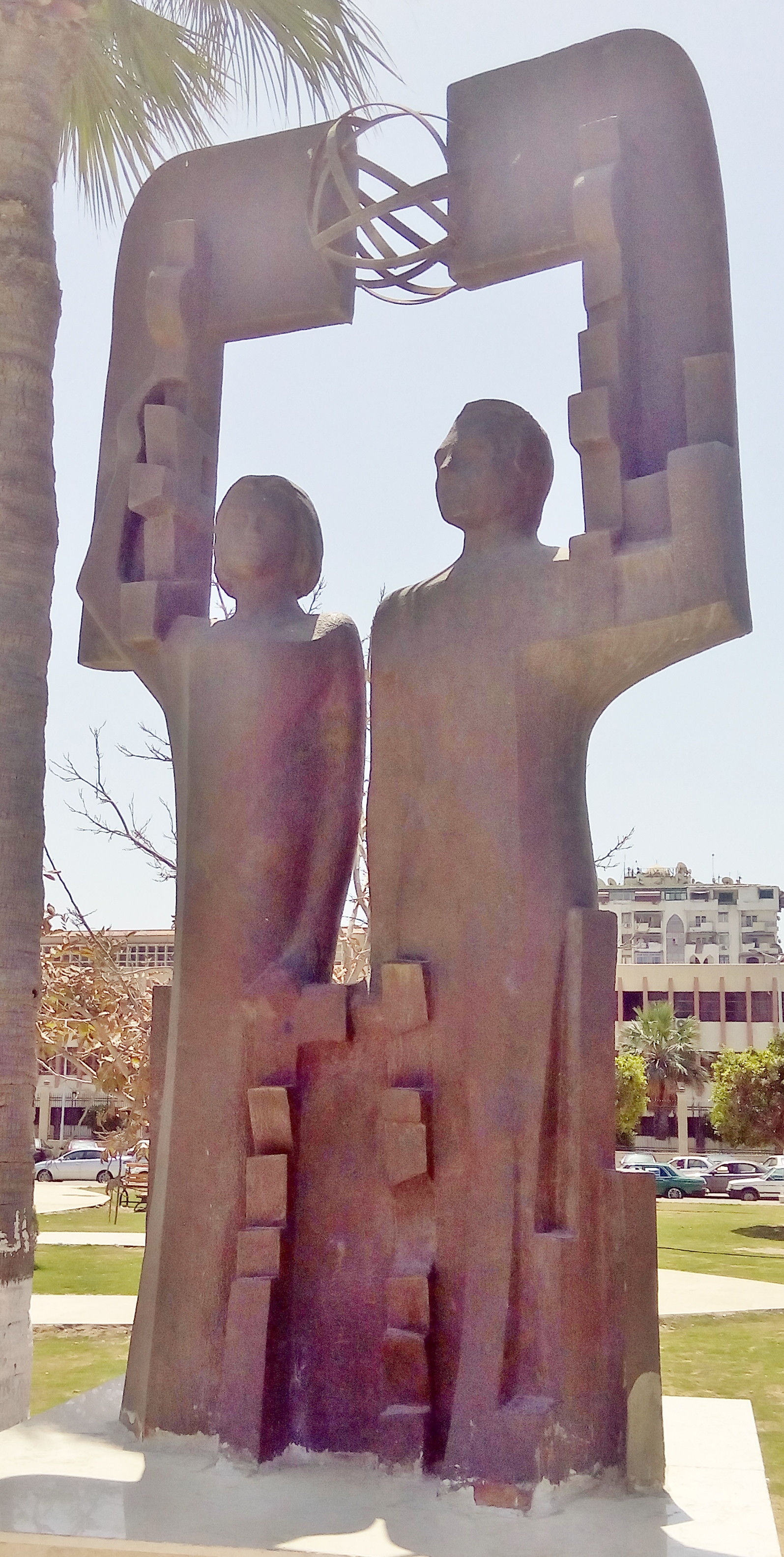
تمثال يمثل المرحلة التنموية التي تمر بها بورسعيد بمشاركة المرأة والرجل
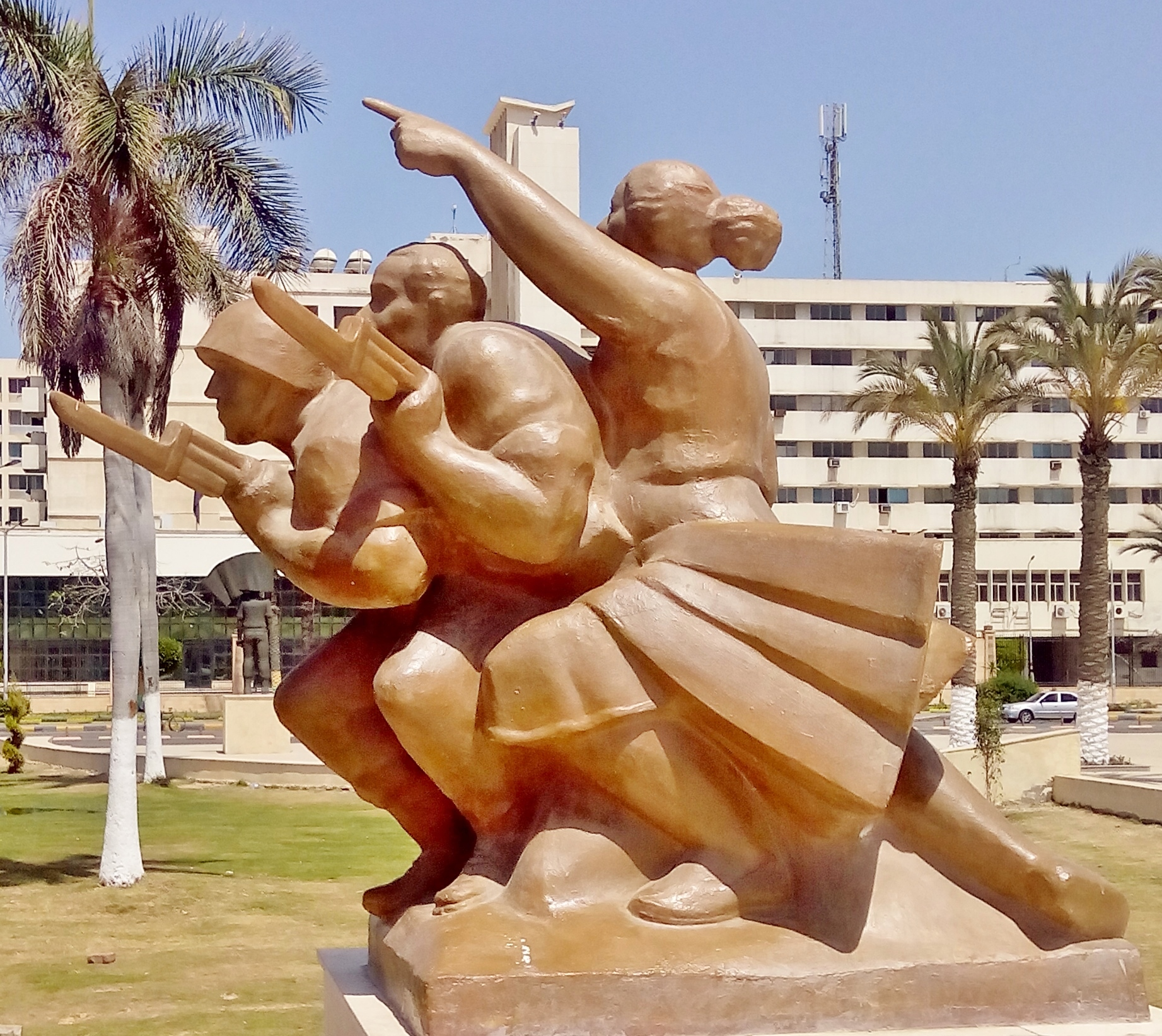
تمثال يمثل المقاومة الشعبية وتضافر الشعب والجيش لدحر العدوان الثلاثي عن مصر

## متحف النصر للفن الحديث
كما شملت خطة تطوير ميدان الشهداء متحف النصر للفن المصري الحديث الموجود أسفل مسلة الشهداء والذي أنشئ في 25 ديسمبر عام 1995 تقديرا لكفاح وصمود بورسعيد وأبنائها ولتوثيق بطولاتهم وقد تم وضع تماثيل نصفية تجسد أبطال المقاومة الشعبية في بورسعيد ضد العدوان الثلاثي دول إنجلترا وفرنسا وإسرائيل على بورسعيد عام 1956 ورئيس مصر وقتها تخليدا لذكري ابطال المقاومة العطرة وتقديرا لتضحيتهم الثمينة.

## شاهد
فيديو للميدان على يوتيوب